# Eos Glacier
Eos Glacier är en glaciär i Antarktis. Den ligger i Östantarktis. Nya Zeeland gör anspråk på området. Eos Glacier ligger 1 336 meter över havet.
Terrängen runt Eos Glacier är bergig åt sydväst, men åt nordost är den kuperad. Eos Glacier ligger uppe på en höjd. Trakten är obefolkad. Det finns inga samhällen i närheten. 